# مقاطعة أتويما إمبونيوا
مقاطعة أتويما إمبونيوا (بالإنجليزية: Atwima Mponua District)‏ هي district of Ghana تقع في غانا في Nyinahin. يقدر عدد سكانها بـ — نسمة ومساحتها 2,411 كم2 .